# Hemilea atrata
Hemilea atrata es una especie de insecto del género Hemilea de la familia Tephritidae del orden Diptera.

## Historia
Hardy la describió científicamente por primera vez en el año 1987.